# Plaza (unidad de superficie)
La plaza, también llamada fanegada o cuadra, es una antigua unidad de medida de superficie utilizada en agrimensura y se define como el área de un cuadrado de 100 varas de lado, o 10000 varas cuadradas. Equivale a 6400 m² o 0,64 hectáreas. Es aún muy usada en los departamentos del Valle del Cauca y Antioquia. (Colombia).